# ふたつ星4047
ふたつ星4047（ふたつぼしよんまるよんなな）は、九州旅客鉄道（JR九州）が運行している特別急行列車である。

## 概要
西九州新幹線開業および長崎本線の電化設備撤去により特急「36ぷらす3」（金の路）の肥前浜駅 - 長崎駅間の運行が廃止となることに伴い、その後継となるD&S列車として2021年10月27日に発表された。その後継コンセプトは「西九州の海めぐり列車」で、「車窓」と「食」の2つの観点から沿線の海を楽しめる列車とする。また西九州新幹線開業とともに運行開始した。
列車名の「ふたつ星」は九州の観光の「星」としての佐賀県と長崎県を、「4047」は使用車両であるキハ40形・キハ47形を表している。

## 運行
以下は2022年5月に発表された時点での運行予定である。
金 - 月曜日および祝日を中心に年間200 - 220日程度運行される。武雄温泉駅 - 長崎駅間を1日1往復の運転で、午前便は長崎本線経由、午後便は大村線・佐世保線経由とし、合わせて西九州エリアを1周するルートとなっている。諫早駅 - 長崎駅間については午前便・午後便ともに長与駅経由の支線（旧線）を走行する。また江北駅発車時に進行方向が逆転する。

### 停車駅
午前便（長崎本線経由）
武雄温泉駅 → 江北駅 → 肥前浜駅 → 多良駅 → 小長井駅 → 諫早駅 → 長崎駅
午後便（大村線・佐世保線経由）
長崎駅 → 諫早駅 → 新大村駅 → 千綿駅 → ハウステンボス駅 → 早岐駅 → 有田駅 → 武雄温泉駅

## 使用車両
キハ40系・キハ140系を改造した3両編成が使用される。両端の2両（1号車・3号車）は「はやとの風」専用車であった2両を再改造したもので、中間の2号車は「いさぶろう・しんぺい」の予備車を再改造したものである。車両番号は1号車がキハ47-4047（旧：キハ47 8092）、2号車がキシ140-4047（旧：キハ140 2125）、3号車がキハ147-4047（旧：キハ147 1045）となっている。3両とも形式が異なるが車両番号は「4047」に統一された。
外装はパールメタリックを基調としつつゴールドのロゴとラインを配したものとする。内装はカラフルに彩色して楽しさを演出しつつ、西九州新幹線の「かもめ」と共通させた唐草文様をあしらう。
1号車と3号車は普通車指定席の座席車とする一方、2号車は「ラウンジ40（よんまる）」と名付けられたビュッフェ・ラウンジ車とし、フリースペースや物販のカウンターが設置される。尚、2号車の乗降口は業務用扱いとなっている。
1号車と3号車の座席および内装は改造元の「はやとの風」の意匠をおおむね踏襲しているが、元々フリースペースだった部分（車両中央部ならびに車端部）にもソファーシートやカウンター席を新たに設けた。これらのシートの指定席券は別列車扱いで、窓口のみで発売される。

車内に防犯カメラを、車両側面には国鉄車で初めて車側安全確認カメラが新設されており、車掌は乗務せずワンマン運転を行う。

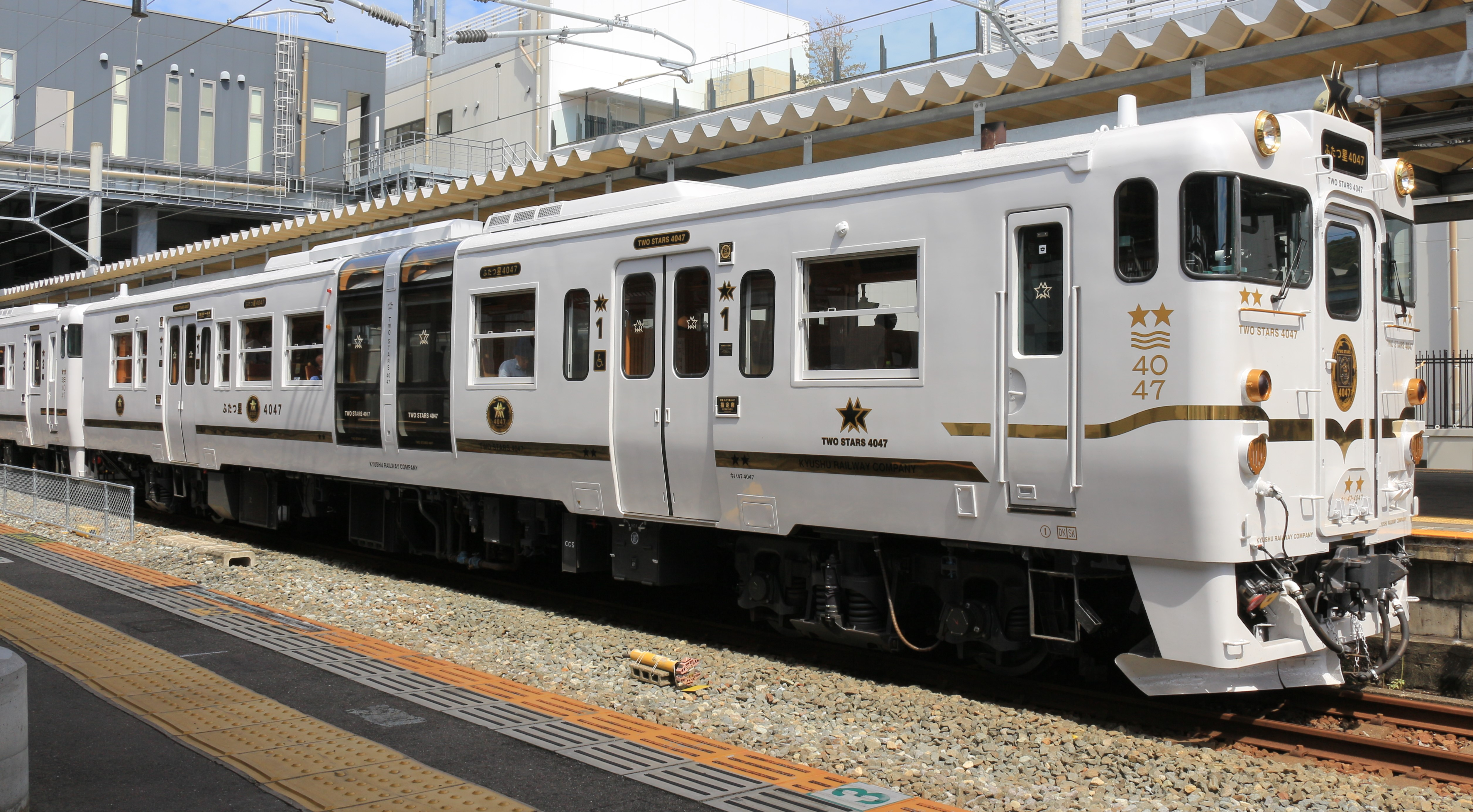
キハ47-4047 （1号車）
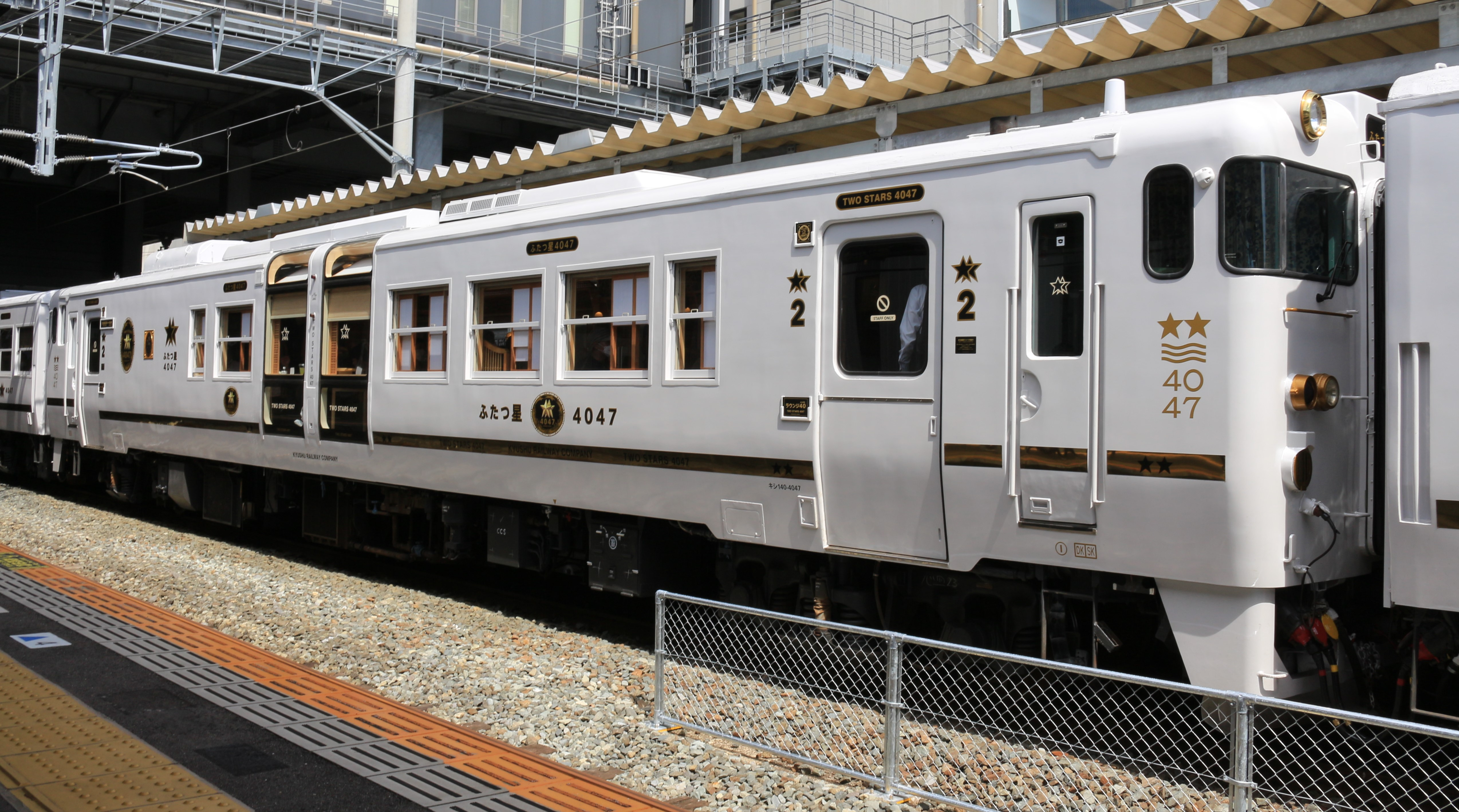
キシ140-4047 （2号車）
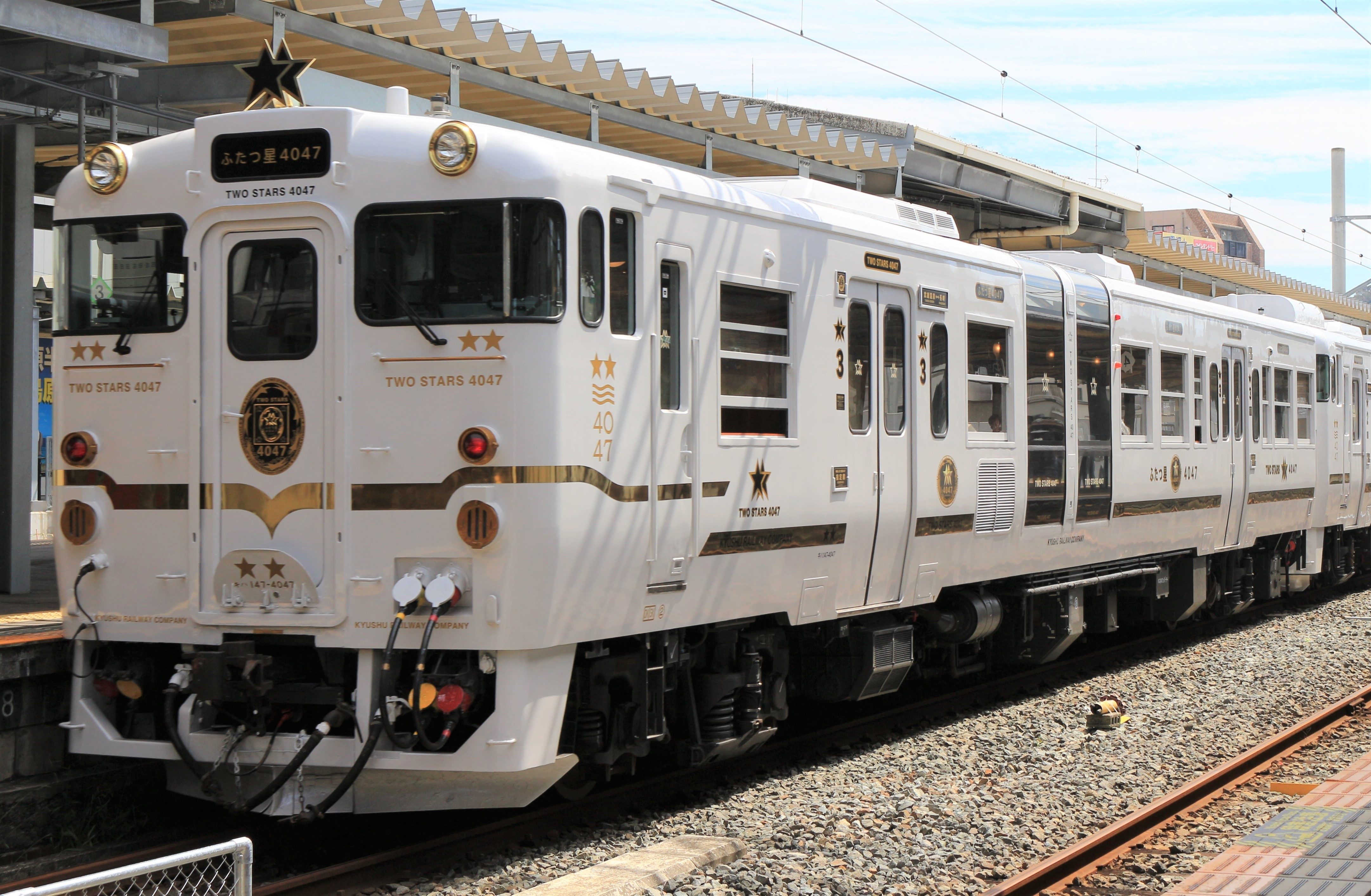
キハ147-4047 （3号車）
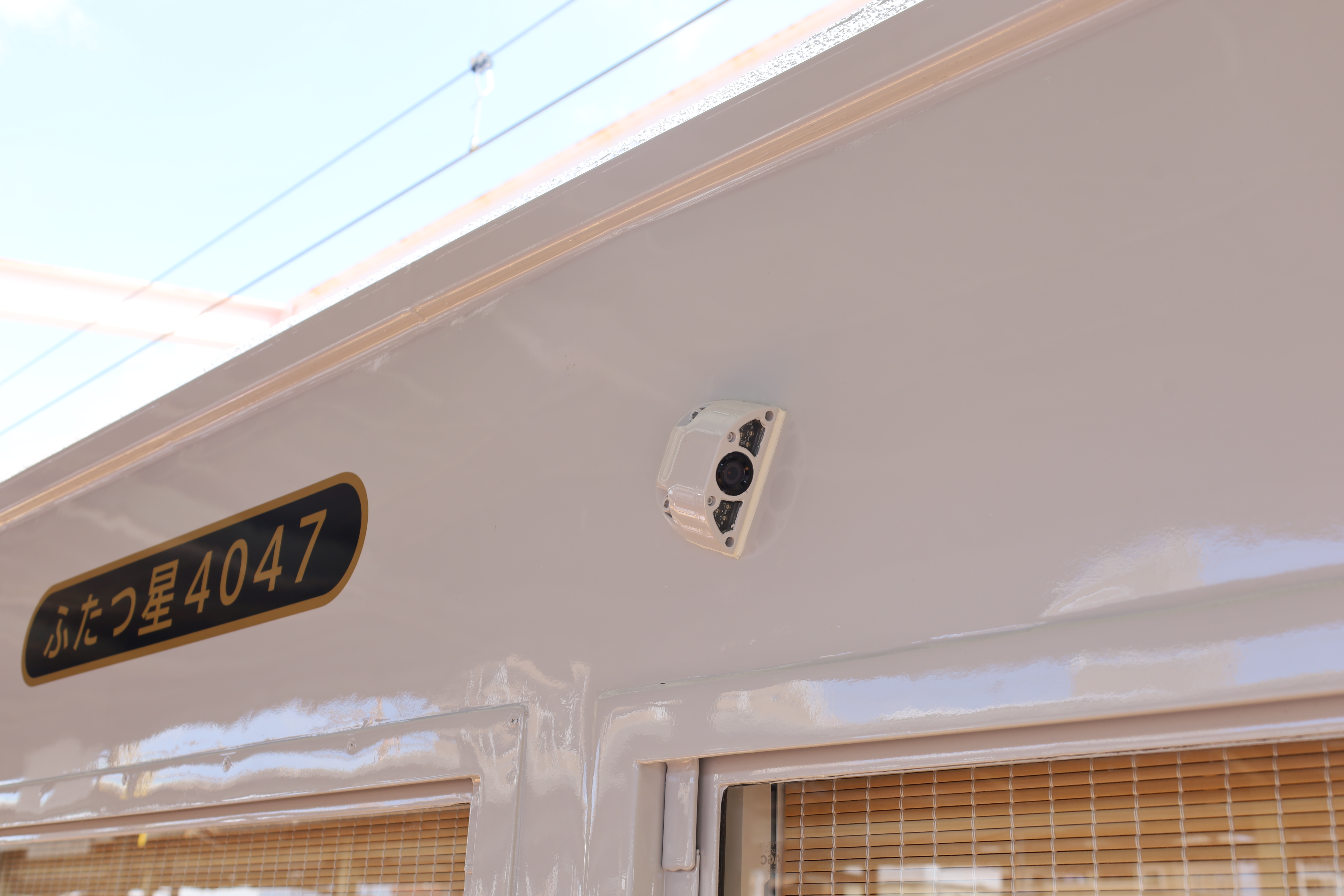
キハ47-4047後位側の車側安全確認カメラ
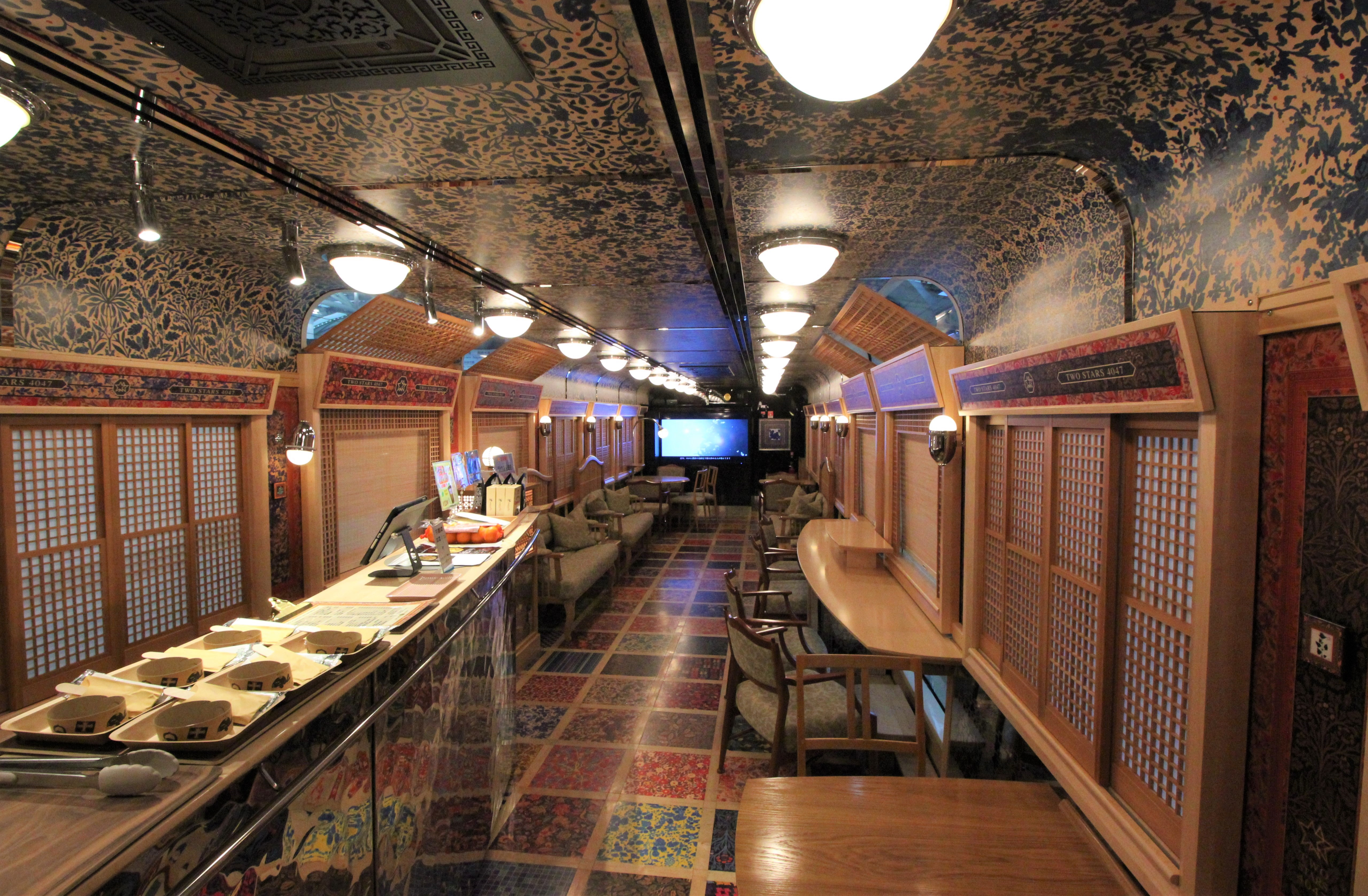
2号車内「ラウンジ40」